# Resolució 2375 del Consell de Seguretat de les Nacions Unides
La Resolució 2375 del Consell de Seguretat de les Nacions Unides fou adoptada per unanimitat l'11 de setembre de 2017. El Consell va adoptar una nova resolució de sancions contra Corea del Nord, en resposta a la seva sisena prova nuclear el 3 de setembre. La resolució redueix al voltant del 30% del petroli subministrat a Corea del Nord tallant més del 55% dels productes refinats del petroli a Corea del Nord.

## Negociacions
Les sancions pactades foren significativament inferiors a les sancions que l'administració Trump havia exigit, i hagué de cercar un compromís amb Xina i Rússia per obtenir el seu suport. És a dir, la resolució només estableix una sobre les exportacions de petroli a Corea del Nord; els Estats Units havien volgut originalment una tallada total, però Xina havia expressat la seva preocupació que una mesura tan dràstica conduiria al col·lapse de Corea del Nord. El ministeri rus d'Afers Exteriors, després del pas de la resolució aigualida, es va acreditar per haver eliminat de la resolució les disposicions més estrictes del projecte original dels EUA.

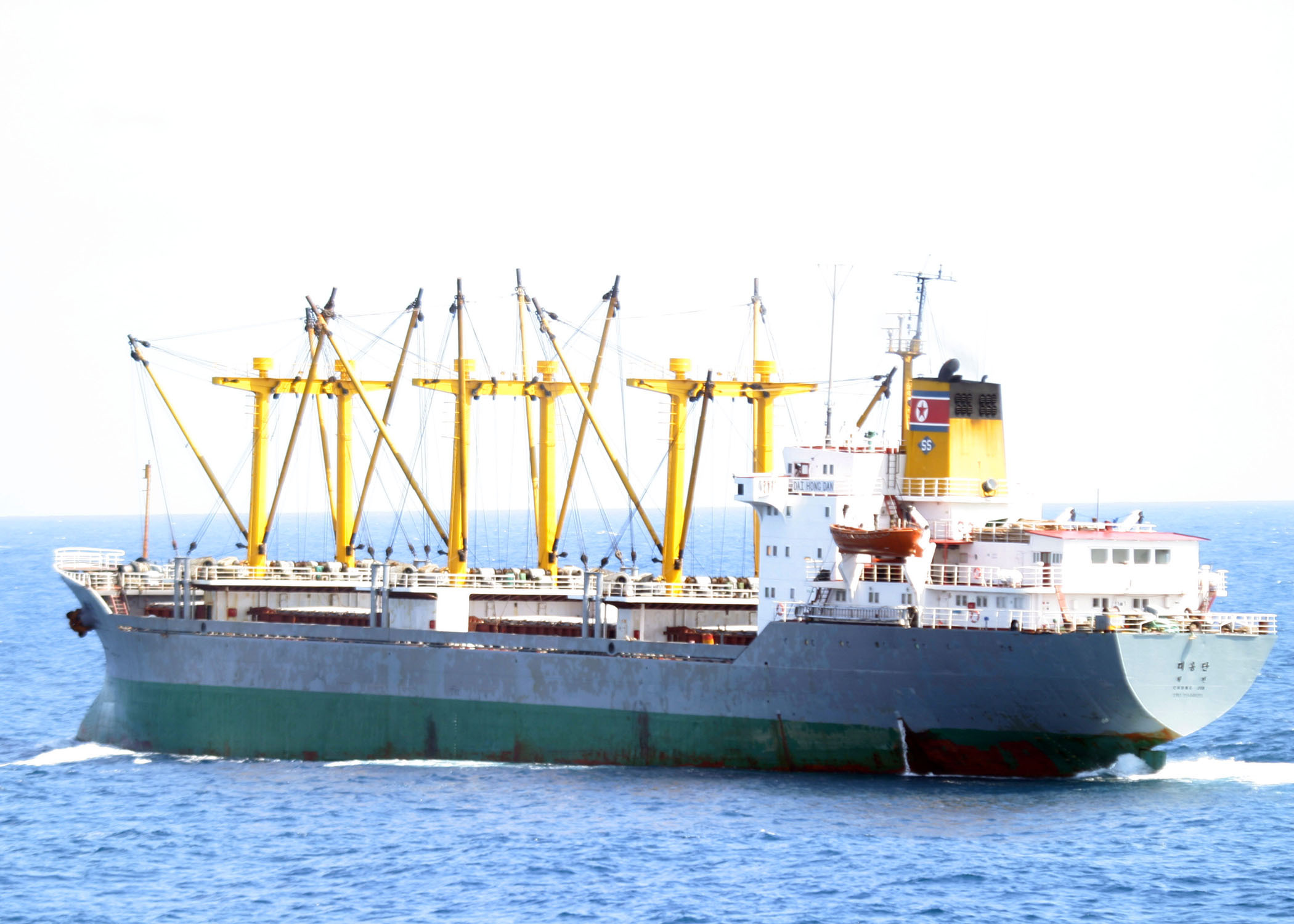
El vaixell nord-coreà Dai Hong Dan a les costes de Somàlia.

## Sancions
Inclou les següents sancions:
- Prohibició total a la venda de condensats i líquids de gas natural a Corea del Nord.[3][2][4]
- Prohibició total de la compra a Corea del Nord de tèxtils (s'espera que redueixi els ingressos del país en 800 milions de dòlars).[3][2][4]
- Una quota per vendre petroli a Corea del Nord (una reducció aproximada del 30% en els nivells actuals).[3][2]
  - Petroli refinat: 500.000 barrils durant un període inicial de tres mesos, començant l'1 d'octubre de 2017 i finalitzant el 31 de desembre de 2017, i superior als 2 milions de barrils anuals durant un període de 12 mesos a partir de l'1 de gener de 2018 i després anualment.[3][4]
  - Petroli cru: limita les vendes a Corea del Nord per no superar l'import subministrat per cada Estat en el període de 12 mesos abans de l'adopció de la resolució.[3]
- Limita les vises proporcionades a treballadors nord-coreans a l'estranger. Es permet que les vises existents continuïn fins que caduquin, però no es poden emetre noves vises.[3][2] Estats Units estima que "eventualment denegarà al règim d'un altre milió de milions de dòlars cada any que prové dels prop de 100.000 ciutadans de Corea del Nord que treballen arreu del món".[4]
- Demana a tots els països que inspeccionin els vaixells que entrin i surtin dels ports de Corea del Nord (una disposició establerta pel Consell de Seguretat el 2009), però no autoritza l'ús de la força per als vaixells que no compleixin (els EUA volien autoritzar-los a utilitzar força i un complet bloqueig naval).[2][4]
  - Si els estats del pavelló es neguen a permetre inspeccions de vaixells sospitosos, cal que l'estat del pavelló redirigeixi els vaixells cap a un port per a la seva inspecció.[4]
  - Si un estat del pavelló o vaixell no col·labora amb les inspeccions, el vaixell pot ser designat per a la congelació d'actius, es denega l'accés al port, es desregistra i pateix altres sancions.[4]
- Una prohibició de joint ventures. Això té com a objectiu reduir encara més els ingressos exteriors, així com les transferències tecnològiques. No obstant això, hi ha algunes exempcions per a alguns projectes fronterers que impliquen Xina i Rússia.[4]

## Conseqüències
Després de l'anunci de les sancions, el govern de Corea del Nord va declarar que les sancions justificaven el seu programa nuclear, i es va comprometre a continuar amb un "ritme més ràpid".
Les imatges realitzades pel satèl·lit de reconeixement estatunidenc realitzades el 19 d'octubre de 2017 mostren vaixells xinesos que venen petroli a vaixells de Corea del Nord, aparentment violant la Resolució 2375.
El 28 de desembre de 2017 el president estatunidenc Donald Trump va acusar al govern xinès de "permetre que el petroli entrés a Corea del Nord." La portaveu del Ministeri d'Afers Exteriors xinès Hua Chunying va respondre a aquestes acusacions, dient: "Xina ha implementat sempre les resolucions del Consell de Seguretat de les Nacions Unides relatives a Corea del Nord completament i compleix les seves obligacions internacionals. Mai no permetem que les empreses xineses i els ciutadans violin les resolucions. Si mitjançant la investigació es confirma que hi ha violacions de les resolucions del Consell de Seguretat de l'ONU, Xina els tractarà seriosament d'acord amb les lleis i reglaments".